# Колтунов, Григорий Яковлевич
Григорий Яковлевич Колтунов (24 августа (6 сентября) 1907, Одесса — 24 июня 1999, там же) — советский режиссёр-постановщик, сценарист, драматург. Заслуженный деятель искусств Таджикской ССР (1980), Заслуженный деятель искусств Украины (1995).

## Биография
Родился 6 сентября 1907 года в Одессе в еврейской семье; родители работали в пекарне. Отец, Яков Ильич Колтунов, участвовал в спектаклях народных передвижных украинских групп.
С детства интенсивно обучался музыке. В 1930 году окончил радиофакультет Одесской консерватории.
В 1923—1929 годах — актёр одесских театров. Работал художественным руководителем радиовещания в городе Енакиево и директором музыкальной школы. В 1933—1945 годах — кинодраматург и редактор Одесской, Киевской и Тбилисской киностудий. С началом войны как исполняющий обязанности директора Одесской киностудии осуществлял её эвакуацию в Ташкент. Затем работал на Тбилисской киностудии, периодически выезжая на фронт для съёмок военной кинохроники. В 1945—1947 годах — художественный руководитель Одесского театра миниатюр. Член КПСС с 1953 года.
Автор сценариев научно-популярных и игровых фильмов, мультфильмов. За сценарий фильма Григория Чухрая «Сорок первый» удостоился специальной премии жюри Каннского кинофестиваля в 1957 году.
Заслуженный деятель искусств Таджикской ССР (1980).
Заслуженный деятель искусств Украины (1995).
Как пишет Елена Григорьевна Колтунова, трижды её отца представляли к почётному званию за вклад в искусство, но документы по дороге в Москву "терялись". Это происходило из-за принципиальности Колтунова, который из творческих соображений и чувства чести мог забрать свой уже готовый к постановке сценарий и вернуть гонорар. Так было, например, со сценарием фильма «Народный учёный» об академике Лысенко, уже запущенным в производство. Когда драматург случайно услышал разговор Лысенко с подчинённым коллегой, в котором тот «раскрылся как грубый и жестокий человек», он вернул гонорар студии. Так же он поступил и в случае с картиной «Учитель музыки» о композиторе Николае Лысенко, в титры которого рядом с фамилией Колтунова хотели вписать чужую фамилию.
Скончался Колтунов 24 июня 1999 года. Похоронен в Одессе на Втором Христианском кладбище. В 2007 году на могиле был установлен памятник, приуроченный к столетию со дня рождения драматурга.

## Личная жизнь
Жена — Мирель Моисеевна Колтунова. Прожили вместе 69 лет. Дочери — Елена и Виктория Колтуновы

## Фильмография

#### Режиссёр-постановщик
- 1935 — Ой пряду, пряду… (документальный)
- 1935 — Орнамент (документальный)
- 1962 — Чёрная чайка
- 1985 — Искушение Дон-Жуана (совместно с В. Левиным)

#### Сценарист
- 1941 — С добрым утром (совместно с Я. Зискиндом)
- 1942 — Превзошёл (мультфильм)
- 1944 — Когда Геббельс не врёт (документальный)
- 1945 — В дальнем плавании
- 1945 — Золотая тропа (совместно с Т. Черкес, К. Пипинашвили)
- 1947 — Голубые дороги
- 1950 — Огни Баку (совместно с И. Хейфицем, Е. Помещиковым)
- 1950 — От 0 до 6 (документальный)
- 1951 — Высокая горка (мультфильм)
- 1952 — Максимка
- 1952 — Ошибка Наташи Никитиной (документальный)
- 1954 — Андриеш (совместно с В. Коростылёвым, С. Шварцзойд, Е. Буковым)
- 1954 — Дети партизана
- 1954 — Командир корабля (совместно с Л. Зайцевым, Г. Скульским)
- 1955 — Призраки покидают вершины (совместно с Э. Карамян)
- 1955 — Юля-капризуля (мультфильм)
- 1956 — Сорок первый
- 1958 — Ч. П. — Чрезвычайное происшествие (совместно с В. Калининым, Д. Кузнецовым)
- 1959 — Зелёный фургон
- 1959 — Неотправленное письмо (совместно с В. Осиповым, В. Розовым)
- 1959 — Цветок на снегу (совместно с Г. Геловани, Ш. Манагадзе)
- 1960 — Месть (короткометражный)
- 1961 — Кто самый сильный? (мультфильм)
- 1962 — Чёрная чайка
- 1965 — Гадюка
- 1968 — Последняя пядь (короткометражный)
- 1969 — 13 поручений (в титрах  Григорий Челиренко)
- 1971 — Сказание о Рустаме
- 1972 — Рустам и Сухраб
- 1973 — Истоки (совместно с Н. Рожковым)
- 1976 — Сказание о Сиявуше
- 1985 — Искушение Дон-Жуана (совместно с В. Левиным)

#### Роль в кино
- 1991 — Блуждающие звёзды — эпизод